# Charles François De Meulenaer
Carolus Franciscus Gislenus (Charles François) De Meulenaer (Antwerpen, 25 februari 1772 - aldaar, 2 december 1852) was een Zuid-Nederlands politicus.

## Levensloop
De Meulenaer werd in 1808 benoemd tot burgemeester van Kontich. Hij bleef dit tot de onafhankelijkheid van België in 1830.  Hij werd opgevolgd door Frederik Feremans.
In 1822 onder het Verenigd Koninkrijk der Nederlanden werd hij in de adel verheven.